# Eredivisie 2002-03
La Eredivisie 2002-03 fue la 47.ª edición de la Eredivisie. El campeón fue el PSV Eindhoven, conquistando su 14.ª Eredivisie y el 17.° título de campeón de los Países Bajos.

## Tabla de posiciones
| Pos. | Equipo              | PJ | PG | PE | PP | Pts. | GF | GC | DG  | Notas                                              |
| ---- | ------------------- | -- | -- | -- | -- | ---- | -- | -- | --- | -------------------------------------------------- |
| 1    | PSV Eindhoven       | 34 | 26 | 6  | 2  | 84   | 87 | 20 | +67 | Liga de Campeones                                  |
| 2    | Ajax Ámsterdam      | 34 | 26 | 5  | 3  | 83   | 96 | 32 | +64 | Liga de Campeones (Tercera ronda de clasificación) |
| 3    | Feyenoord Rotterdam | 34 | 25 | 5  | 4  | 80   | 89 | 39 | +50 | Copa de la UEFA                                    |
| 4    | NAC Breda           | 34 | 13 | 13 | 8  | 52   | 42 | 31 | +11 | Copa de la UEFA                                    |
| 5    | NEC                 | 34 | 14 | 9  | 11 | 51   | 41 | 40 | +1  | Copa de la UEFA                                    |
| 6    | Roda JC             | 34 | 14 | 8  | 12 | 50   | 58 | 54 | +4  |                                                    |
| 7    | Heerenveen          | 34 | 13 | 8  | 13 | 47   | 61 | 55 | +6  | Copa Intertoto (Tercera ronda)                     |
| 8    | Utrecht 1           | 34 | 12 | 11 | 11 | 47   | 49 | 49 | 0   | Copa de la UEFA                                    |
| 9    | RKC Waalwijk        | 34 | 14 | 4  | 16 | 46   | 44 | 51 | -7  |                                                    |
| 10   | AZ Alkmaar          | 34 | 12 | 8  | 14 | 44   | 50 | 69 | -19 |                                                    |
| 11   | Willem II           | 34 | 11 | 9  | 14 | 42   | 48 | 51 | -3  | Copa Intertoto (Segunda ronda)                     |
| 12   | Twente              | 34 | 10 | 11 | 13 | 41   | 36 | 45 | -9  |                                                    |
| 13   | RBC Roosendaal      | 34 | 10 | 6  | 18 | 36   | 33 | 54 | -21 |                                                    |
| 14   | Vitesse             | 34 | 8  | 9  | 17 | 33   | 37 | 51 | -14 |                                                    |
| 15   | Groningen           | 34 | 7  | 11 | 16 | 32   | 28 | 44 | -16 |                                                    |
| 16   | Zwolle              | 34 | 8  | 8  | 18 | 32   | 31 | 62 | -31 | 2                                                  |
| 17   | Excelsior           | 34 | 5  | 8  | 21 | 23   | 38 | 72 | -34 | 2                                                  |
| 18   | De Graafschap       | 34 | 6  | 5  | 23 | 23   | 35 | 84 | -49 | Descenso a la Eerste Divisie                       |

PJ = Partidos jugados; PG = Partidos ganados; PE = Partidos empatados; PP = Partidos perdidos; Pts = Puntos; GF = Goles a favor; GC = Goles en contra; DG = Diferencia de goles
1 Ganador de la Copa de los Países Bajos. 

2 FC Zwolle permanece en la Eredivisie después de ganar los play-offs de descenso. Excelsior perdió y fue descendido.

## Play-offs de ascenso y descenso
| Grupo A | Grupo A         | Grupo A | Grupo A | Grupo A | Grupo A | Grupo A | Grupo A | Grupo A | Grupo A |
| Equipo  | Equipo          | Pts     | PJ      | PG      | PE      | PP      | GF      | GC      | DG      |
| ------- | --------------- | ------- | ------- | ------- | ------- | ------- | ------- | ------- | ------- |
| 1       | FC Zwolle       | 14      | 6       | 4       | 2       | 0       | 12      | 5       | +7      |
| 2       | Helmond Sport   | 10      | 6       | 3       | 1       | 2       | 9       | 10      | -1      |
| 3       | FC Den Bosch    | 7       | 6       | 2       | 1       | 3       | 7       | 10      | -3      |
| 4       | Go Ahead Eagles | 3       | 6       | 1       | 0       | 5       | 9       | 12      | -3      |

| Grupo B | Grupo B         | Grupo B | Grupo B | Grupo B | Grupo B | Grupo B | Grupo B | Grupo B | Grupo B |
| Equipo  | Equipo          | Pts     | PJ      | PG      | PE      | PP      | GF      | GC      | DG      |
| ------- | --------------- | ------- | ------- | ------- | ------- | ------- | ------- | ------- | ------- |
| 1       | FC Volendam     | 12      | 6       | 4       | 0       | 2       | 12      | 7       | +5      |
| 2       | FC Emmen        | 9       | 6       | 3       | 0       | 3       | 6       | 6       | 0       |
| 3       | Excelsior       | 9       | 6       | 3       | 0       | 3       | 8       | 9       | -1      |
| 4       | Heracles Almelo | 6       | 6       | 2       | 0       | 4       | 6       | 10      | -4      |

|  |                                                  |
|  | Ascenso a la Eredivisie después de los play-offs |